# Autonoma socialistiska sovjetrepubliken Krim
Autonoma socialistiska sovjetrepubliken Krim var en autonom socialistisk sovjetrepublik som var belägen på Krimhalvön mellan 1921 och 1945.

## Bildande
Den 18 oktober 1921 skapades den autonoma socialistiska sovjetrepubliken Krim som en del av Ryska SFSR. Konstitutionen gjorde både ryska och krimtatariska till officiella språk. Krimtatarerna utgjorde vid denna tid 25 procent av befolkningen.
År 1923 beslutade det sovjetiska kommunistpartiets centralkommitté att omlokalisera en stor del av judarna i Vitryssland och Ukraina till Krim. Detta möttes 1927 av protester bland invånarna på Krim och 1934 upprättades i stället det Judiska autonoma länet i Sibirien. Under 1929 genomdrevs en russifieringpolitik på Krim och krimtatarernas och deras språks ställning inskränktes. Under 1930-talet förekom avrättningar och deportationer av krimtatariska intellektuella och av det muslimska prästerskapet, varigenom många drevs i exil till Sibirien och Centralasien. Krim drabbades under det sovjetiska styret av hungersnöd, först 1921-22 och sedan igen 1931–33 (denna hungersnöd drabbade stora delar av Sovjetunionen).

## Andra världskriget
Under andra världskriget var den nazityska ledningen angelägen att erövra och kolonisera halvön som en del i planen att låta flytta in tyskar till Östeuropa. Det var tänkt att Krim skulle bli ett tyskt område under namnet Gotenland, anspelande på de germanska krimgoterna, och att sydtyrolerna, en tyskspråkig minoritet i norra Italien, skulle flytta dit. Stalin lät å sin sida deportera omkring 50 000 krimtyskar på halvön, först till Rostov oblast och sedan vidare till Kazakstan. Tyskland invaderade Sovjetunionen i juni 1941 och under sommaren försökte de under svåra förluster avancera över Perekopnäset till Krim. Den tyska armén bröt sig igenom i september (i Operation Trappenjagd) och hade i oktober ockuperat det mesta av Krim, undantaget staden Sevastopol som höll ut till 4 juli 1942 (och senare blev en av de städer i Sovjetunionen som utnämndes till "Hjältestad").
Nazistiska Einsatzgruppe D under Otto Ohlendorf dödade under ockupationen omkring 130 000 personer, däribland samtliga judar (50 000 till 60 000) och romer på halvön, samt tiotusentals krimtatarer, och i april 1942 förklarades halvön vara ”judefri”. Den civila regeringen på Krim leddes av den tyske generalkommissarien Alfred Eduard Frauenfeld, som bland annat lät öppna krimtatariska skolor. Från 1 september 1942 administrerades halvön under Reichskommissariat Ukraine som Generalbezirk Krim und Teilbezirk Taurien ("generaldistriktet Krim och deldistriktet Taurien") under ledning av generalkommissarie Alfred Frauenfeld men Generalbezirk Krim-Taurien inbegrep, trots namnet, i praktiken inte halvön Krim, som stod under militär förvaltning. Distriktet upphörde den 23 oktober 1943 då Röda armén intog distriktshuvudstaden Melitopol. I april 1944 återtogs halvön av sovjetiska trupper.

## Deportering av krimtataterna och upplösning
Mellan den 18 och 21 maj 1944 deporterade sovjetregimen totalt omkring 194 000 krimtatarer från Krim, av en total krimtatarisk befolkning 1939 på 218 000, sedan de anklagats för att ha samarbetat med de nazistiska ockupationsstyrkorna. Även om det uppskattas att ungefär 20 000 personer hade ingått i de lokala frivilligkårer som tyskarna upprättade, hade hela omkring 50 000 stridit för Röda armén. Uppskattningsvis 42 000 av dem dog av svält och sjukdom då de i boskapsvagnar transporterades per järnväg till Centralasien och Sibirien. Många moskéer och andra krimtatariska byggnader stängdes och förstördes eller användes som stall, affärer eller lagerlokaler. Efter krimtatarerna deporterades runt den 26 juni 1944 även 14 500 greker, 12 000 bulgarer och 11 300 armenier.
Den 30 juni 1945 ombildades den Autonoma socialistiska sovjetrepubliken Krim till ett oblast inom Ryska SFSR.

## Återupprättandet av Autonoma socialistiska sovjetrepubliken Krim 1991-92
Den 12 februari 1991 återupprättades Autonoma socialistiska sovjetrepubliken Krim en kort tid, men uppgick 6 maj 1992 i Autonoma republiken Krim som en del i den nybildade staten Ukraina.
I en folkomröstning den 20 januari 1991 röstade 93,26% för att återskapa Autonoma socialistiska sovjetrepubliken Krim oberoende från Ukraina. 81,37% av Krims befolkning deltog i folkomröstningen. Den 26 juni bildade krimtatarerna ett politiskt råd i Simferopol för att företräda det krimtatariska folket. Överlåtelsen av Krim till Ukrainska SSR innebar att halvön de jure blev del av Ukraina vid dettas självständighet 24 augusti 1991 efter Sovjetunionens kollaps. Stora delar av den ryska majoritetsbefolkningen på halvön motsatte sig detta, vilket ledde till spänningar mellan Ryssland och Ukraina. Då den forna sovjetiska svartahavsflottan, som tingades av båda länderna, opererade från halvön fanns en viss oro för väpnade skärmytslingar. Krim förklarade självstyre den 5 maj 1992 och en ny konstitution som avskaffade de sovjetiska epiteten genomfördes av parlamentet i Simferopol. Efter protester från det ukrainska parlamentet ändrades dagen därpå konstitutionen till att uttrycka att Krim ingick som en autonom republik i Ukraina. Staden Sevastopol, med den rysk-ukrainska flottbasen, fick särskild administrativ status.